# Anatolie Nosatîi
Anatolie Nosatîi (n. 12 septembrie 1972, Chișinău, RSS Moldovenească, URSS) este un militar și politician moldovean care din august 2021 deține funcția de ministru al apărării al Republicii Moldova (în guvernele Gavrilița și Recean).

## Biografie
Anatolie Nosatîi a absolvit Institutul Militar de Arme Întrunite din Odesa și a făcut masteratul în strategii de securitate națională la Universitatea Națională de Apărare din SUA.
În perioada anilor 2014–2018, el a fost ofițer militar în cadrul Departamentului pentru operațiuni de menținere a păcii al ONU din New York. A fost șef al Statului Major în Comandamentul Forțelor de Reacție Rapidă și Comandamentul Forțelor Terestre, comandant de batalion în cadrul Institutului Militar și comandant al Batalionului 22 de menținere a păcii.
Anatolie Nosatîi este decorat cu Ordinul Credință Patriei și Meritul Militar, Medalia Internațională a Organizației Națiunilor Unite pentru participarea la misiunile ONU și Medalia Steaua de Bronz pentru participarea în două misiuni umanitare post-conflict din Irak.